# Geografia de Rondônia

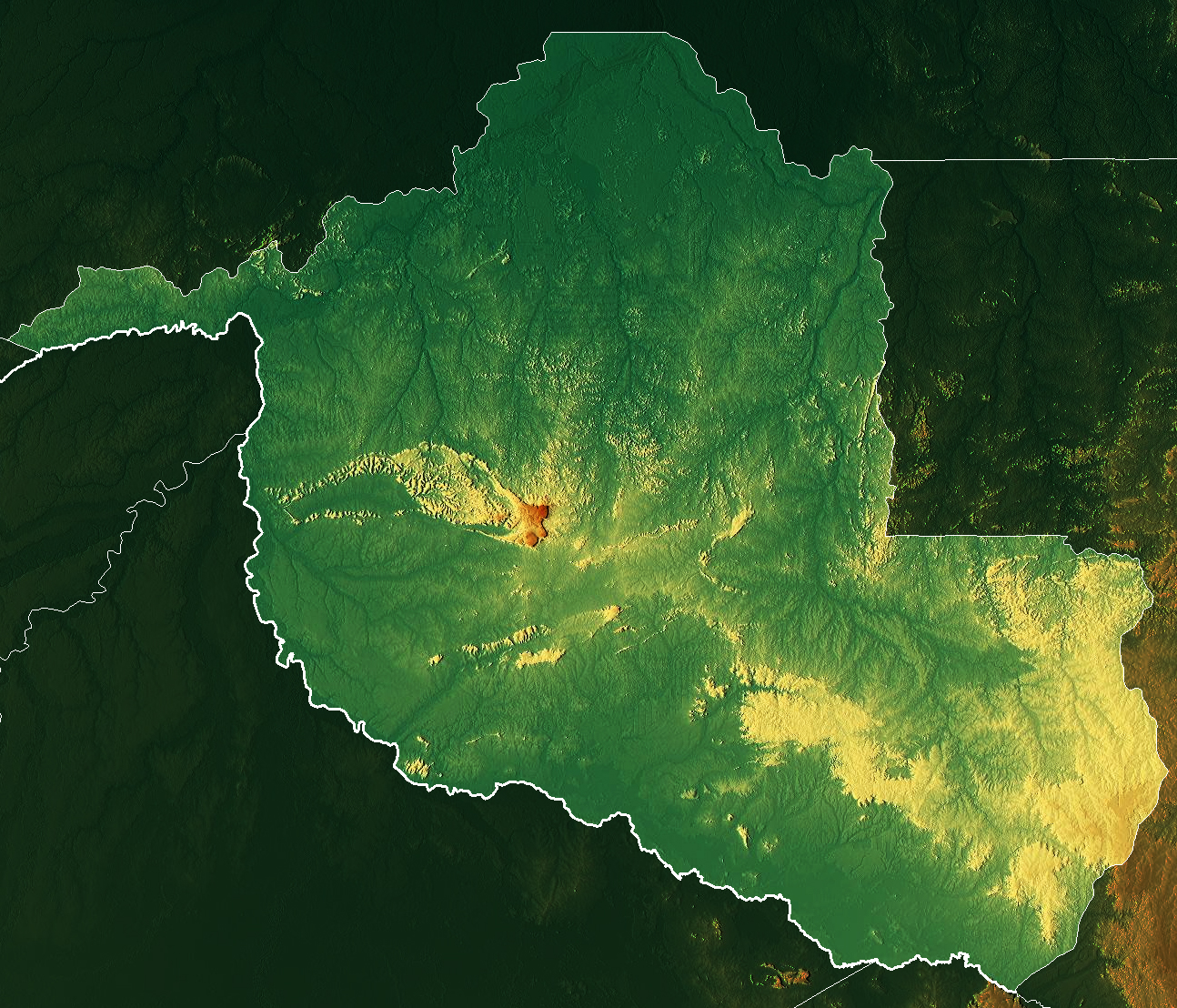
Relevo de Rondônia.

Rondônia, estado localizado na região Norte do Brasil, apresenta uma geografia marcada por uma diversidade de paisagens, ecossistemas e desafios socioambientais. Com uma área territorial considerável e uma história recente de ocupação humana intensiva, Rondônia possui uma geografia que reflete tanto a exuberância da Amazônia quanto as transformações resultantes das atividades econômicas e do desenvolvimento regional.

## Relevo
O relevo de Rondônia é predominantemente composto por terras baixas e planícies, com elevações suaves e colinas dispersas em algumas regiões. A presença da Cordilheira dos Andes ao sul e do Planalto Brasileiro ao leste contribui para a formação de relevos mais acidentados em partes do estado. Destaca-se também a Serra dos Parecis, que divide a bacia Amazônica da bacia do rio Paraguai.

## Hidrografia

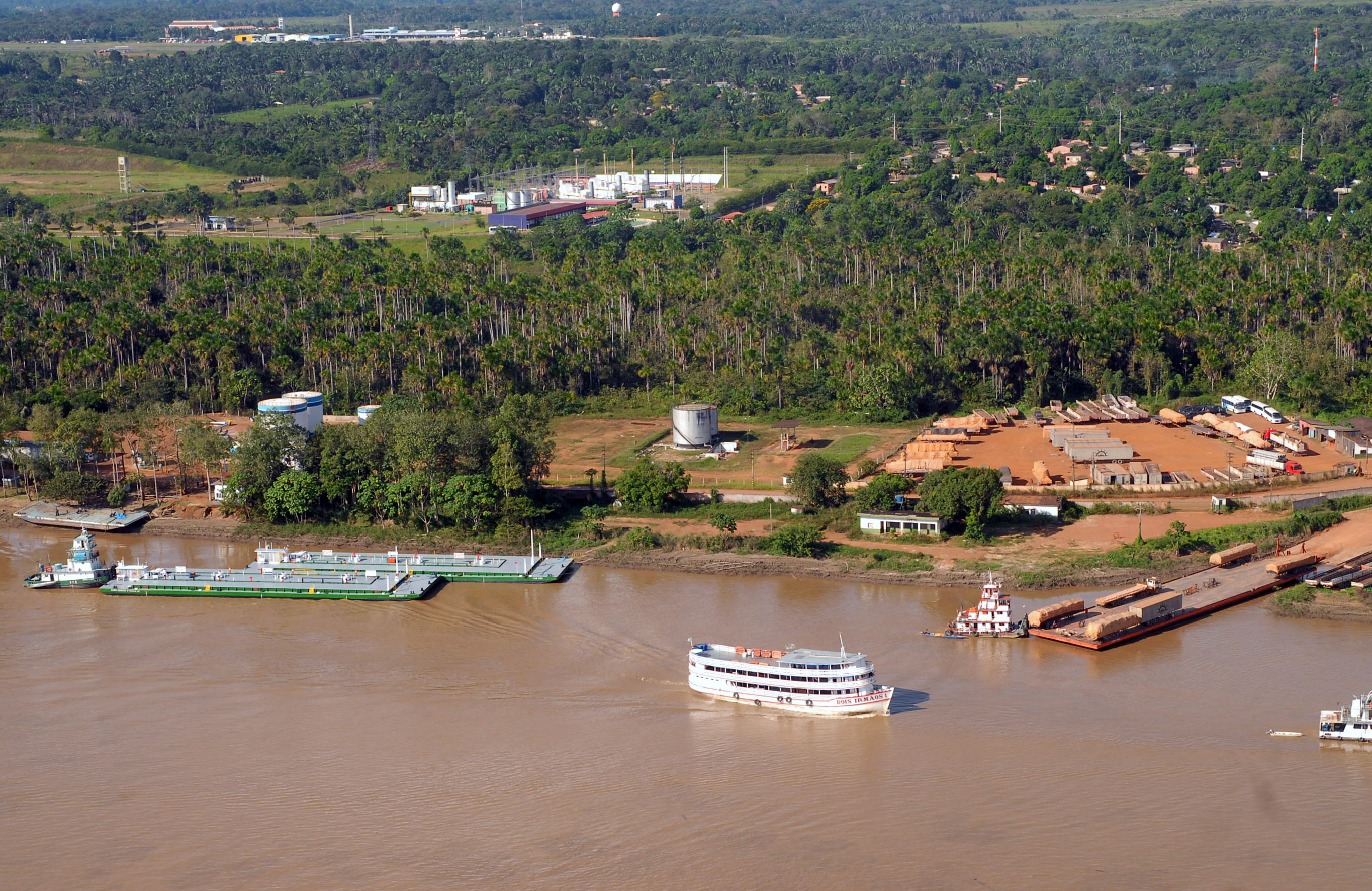
Porto Velho, Rondônia - Transporte de cargas no Rio Madeira.

A hidrografia de Rondônia é caracterizada por uma extensa rede de rios, igarapés, riachos e córregos que cortam o estado, desempenhando um papel fundamental na sua geografia, ecologia e economia. A presença desses cursos d'água influencia diretamente a vida das comunidades locais, a biodiversidade e as atividades econômicas da região.
O rio mais importante de Rondônia é o rio Madeira, um dos maiores afluentes da margem direita do rio Amazonas. Ele percorre boa parte do estado, atravessando-o de sul a norte, e é responsável por uma significativa parte da drenagem da região. O rio Madeira é navegável em grande parte do seu curso e tem grande importância para o transporte fluvial de cargas e pessoas, além de ser utilizado para a geração de energia hidrelétrica, com a presença de diversas usinas ao longo do seu trajeto.
Além do rio Madeira, outros importantes rios que cortam Rondônia são o rio Mamoré e o rio Guaporé, que formam a fronteira natural com a Bolívia em grande parte do seu curso. Esses rios também são navegáveis em trechos importantes e têm relevância para a pesca, transporte e recreação.
Além dos grandes rios, Rondônia possui uma infinidade de afluentes menores, que contribuem para a formação da sua complexa rede hidrográfica. Esses afluentes incluem inúmeros córregos, riachos e igarapés, que desempenham um papel essencial na manutenção dos ecossistemas locais, fornecendo água para a flora, fauna e comunidades humanas.
É importante ressaltar que a hidrografia de Rondônia tem sido impactada por atividades humanas, como desmatamento, mineração e agricultura, que podem causar alterações nos cursos d'água, na qualidade da água e nos ecossistemas aquáticos. Portanto, a preservação e gestão sustentável dos recursos hídricos são fundamentais para garantir a saúde dos rios e a qualidade de vida das populações que dependem deles.

## Clima

Clima em Rondônia.

O clima predominante em Rondônia é o equatorial úmido, com temperaturas elevadas ao longo de todo o ano e índices pluviométricos significativos, especialmente durante o período de chuvas entre os meses de dezembro e abril. Essas condições climáticas favorecem o desenvolvimento de uma vegetação exuberante, característica da Floresta Amazônica.
O clima de Rondônia caracteriza-se por apresentar uma homogeneidade espacial e sazonal da temperatura média do ar. Estando sob a influência do clima tropical chuvoso, a média anual da precipitação pluvial varia entre 1400 e 2600 milímetros ao ano, e a média anual da temperatura do ar varia entre 24 °C e 26 °C. Em alguns anos, em poucos dias dos meses de junho, julho e agosto, o Estado de Rondônia encontra-se sob a influência de anticiclones que se formam nas altas latitudes e atravessam a Cordilheira dos Andes em direção ao sul do Chile. Alguns destes anticiclones são excepcionalmente intensos, condicionando a formação dos sistemas frontais na região Sul do País. Estes se deslocam em direção à região amazônica, causando o fenômeno denominado de Friagem. Durante estes meses as temperaturas mínimas absolutas do ar podem atingir valores inferiores à 10 °C. Devido à curta duração do fenômeno, este não influencia, significativamente, as médias climatológicas da temperatura mínima do ar. A média anual da temperatura do ar gira em torno de 24 °C e 26 °C, com temperatura máxima entre 30 °C e 35 °C, e mínima entre 16 °C e 24 °C. As temperaturas médias do mês mais frio e mais quente aumentam do sudeste em direção ao extremo norte em torno de 1 °C a 2 °C, respectivamente.

## Vegetação

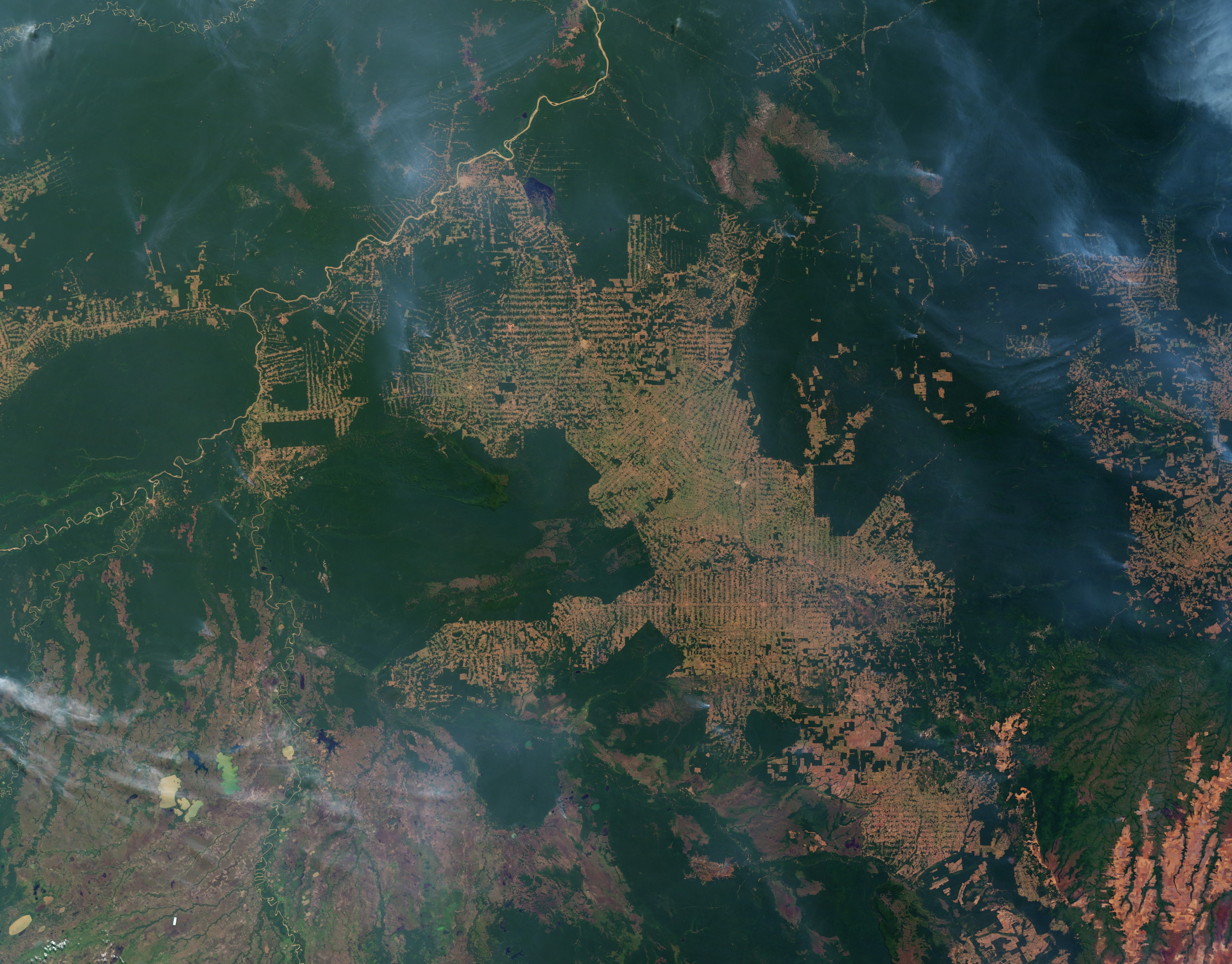
Imagem aérea de Rondônia.

A vegetação de Rondônia é extremamente diversificada e reflete a transição entre a Floresta Amazônica e o Cerrado, dois dos biomas mais importantes do Brasil. Essa diversidade vegetal é influenciada por fatores como o clima, o relevo e o solo, resultando em uma paisagem heterogênea e rica em diferentes formações vegetais.
1. Floresta Amazônica: A parte ocidental de Rondônia é predominantemente coberta pela Floresta Amazônica, caracterizada por sua exuberante biodiversidade e alta densidade de árvores. Essa região é marcada por árvores de grande porte, como castanheiras, mogno, ipê e cedro, além de uma variedade de palmeiras, arbustos e plantas herbáceas. A vegetação é densa e exuberante, com uma grande variedade de espécies vegetais e animais.[8]
2. Cerrado: Na porção leste e central de Rondônia, ocorre a transição para o bioma do Cerrado, caracterizado por vegetação mais aberta, com árvores de menor porte, como buritis, palmeiras, ipês e pequenos arbustos. O Cerrado apresenta uma vegetação adaptada à sazonalidade das chuvas, com árvores de casca grossa e raízes profundas para enfrentar a estação seca. Além disso, é comum encontrar formações de campos limpos e campos sujos intercalados com matas mais densas.[9][10]
3. Áreas de Transição: Em algumas áreas de Rondônia, especialmente nas zonas de transição entre a Floresta Amazônica e o Cerrado, ocorrem formações vegetais mistas, conhecidas como ecótonos. Essas áreas combinam características de ambos os biomas, apresentando uma grande diversidade de espécies vegetais e animais.[11][12]
4. Áreas Antropizadas: Devido ao avanço da agricultura, pecuária e atividades de mineração, grande parte da vegetação original de Rondônia foi substituída por áreas desmatadas, pastagens, plantações agrícolas e áreas urbanas. No entanto, mesmo nessas áreas antropizadas, ainda é possível encontrar remanescentes de vegetação nativa, além de esforços de conservação e recuperação ambiental.[13]

## Desafios e Oportunidades
Rondônia enfrenta uma série de desafios relacionados à conservação ambiental, à gestão sustentável dos recursos naturais e ao desenvolvimento socioeconômico da região. O desmatamento ilegal, a grilagem de terras, a mineração predatória e o avanço da fronteira agrícola representam ameaças à biodiversidade, aos serviços ecossistêmicos e aos modos de vida tradicionais das populações locais, incluindo indígenas e ribeirinhos.
No entanto, Rondônia também apresenta oportunidades para o desenvolvimento de atividades econômicas sustentáveis, como o ecoturismo, a agricultura familiar, o manejo florestal e a agrofloresta. O fortalecimento de políticas públicas voltadas para a conservação ambiental, a regularização fundiária e o apoio à produção sustentável pode contribuir para a promoção do desenvolvimento regional equilibrado e para a proteção dos recursos naturais de Rondônia, garantindo um futuro mais próspero e resiliente para as gerações presentes e futuras.